# Per una notte o per sempre
Per una notte o per sempre è un singolo della cantante italiana Annalisa, pubblicato il 14 settembre 2012 come terzo estratto dal secondo album in studio Mentre tutto cambia.

## Descrizione
Il brano è stato scritto e composto da Giulia Anania e Marta Venturini e prodotto da Dado Parisini. La cantante in merito al significato della canzone dichiara:

## Promozione
Il brano ancor prima dell'uscita del secondo singolo, Tra due minuti è primavera, era stato presentato prima live durante la gara di Amici Big, svoltasi durante il serale dell'undicesima edizione di Amici di Maria De Filippi tra marzo e maggio 2012, e successivamente interpretata in qualità di ospite a Il concerto del vincitore - Tezenis Live, di Alessandra Amoroso ed Emma Marrone, svoltosi presso l'Arena di Verona, il 5 settembre 2012.
Il singolo è stato infine pubblicato per promuovere le due date invernali teatrali del Mentre tutto cambia tour della cantante; inoltre è l'unico singolo della cantante insieme a Tutto sommato a non essere accompagnato dal relativo video musicale.
Successivamente è stato inserito nella raccolta Radio Italia Hits.